# 微凹虎耳草
微凹虎耳草（学名：Saxifraga omphalodifolia var. retusopetala）为虎耳草科虎耳草属下的一个变种。

## 扩展阅读
- 維基物種上的相關：微凹虎耳草